# Collegio di Normanton and Hemsworth
Normanton and Hemsworth è un collegio elettorale inglese della Camera dei comuni del Parlamento del Regno Unito, situato nel West Yorkshire, nella regione dello Yorkshire e Humber. Elegge un membro del Parlamento con il sistema maggioritario a turno unico. Rappresentante del collegio dal 2024 è Jon Trickett del Partito Laburista.

## Estensione
Il collegio comprende i seguenti ward della Città di Wakefield: Ackworth, North Elmsall and Upton, Crofton, Ryhill and Walton, Featherstone, Hemsworth, Normanton e South Elmsall and South Kirkby.

## Membri del Parlamento
| Elezione | Elezione | Deputato     | Partito   |
| -------- | -------- | ------------ | --------- |
|          | 2024     | Jon Trickett | Laburista |

## Risultati elettorali

### Elezioni negli anni 2020
| Partito                    | Partito                                      | Candidato                  | Risultati 4 luglio 2024 | Risultati 4 luglio 2024 |
| Partito                    | Partito                                      | Candidato                  | Voti                    | %                       |
| -------------------------- | -------------------------------------------- | -------------------------- | ----------------------- | ----------------------- |
|                            | Laburista                                    | Jon Trickett               | 17 275                  | 47,53                   |
|                            | Reform UK                                    | Callum Bushrod             | 10 613                  | 29,20                   |
|                            | Conservatore                                 | Alice Mae Hopkin           | 4 995                   | 13,74                   |
|                            | Verdi                                        | Ashton Howick              | 2 147                   | 5,91                    |
|                            | Lib Dem                                      | Craig Dobson               | 1 319                   | 3,63                    |
|                            |                                              |                            |                         |                         |
| Iscritti                   | Iscritti                                     | Iscritti                   | 75 645                  | 100,00                  |
| ↳ Votanti (% su iscritti)  | ↳ Votanti (% su iscritti)                    | ↳ Votanti (% su iscritti)  | 36 349                  | 48,05                   |
| ↳ Astenuti (% su iscritti) | ↳ Astenuti (% su iscritti)                   | ↳ Astenuti (% su iscritti) | 39 296                  | 51,95                   |
|                            |                                              |                            |                         |                         |
|                            | Esito: collegio a Laburista (nuovo collegio) |                            |                         |                         |